# 마누엘 데 에스칸돈 이 바론
호세 마누엘 마리아 델 코라손 데 헤수스 데 에스칸돈 이 바론(스페인어: José Manuel María del Corazón de Jesús de Escandón y Barrón, 1857년 8월 13일 ~ 1940년 12월 13일)은 멕시코의 폴로 선수로 1900년 하계 올림픽에 참가했다.
그는 멕시코시티에서 태어났으며 남동생 파블로, 형 에우스타키오와 경기에 나섰다.
1900년 대회에서 그는 멕시코 폴로 팀에 속해있었으며 이 팀은 동메달을 따냈다. 그는 두 명의 형제, 기예르모 아이덴 리그트와 팀을 이루었다.